# Le Poème Harmonique

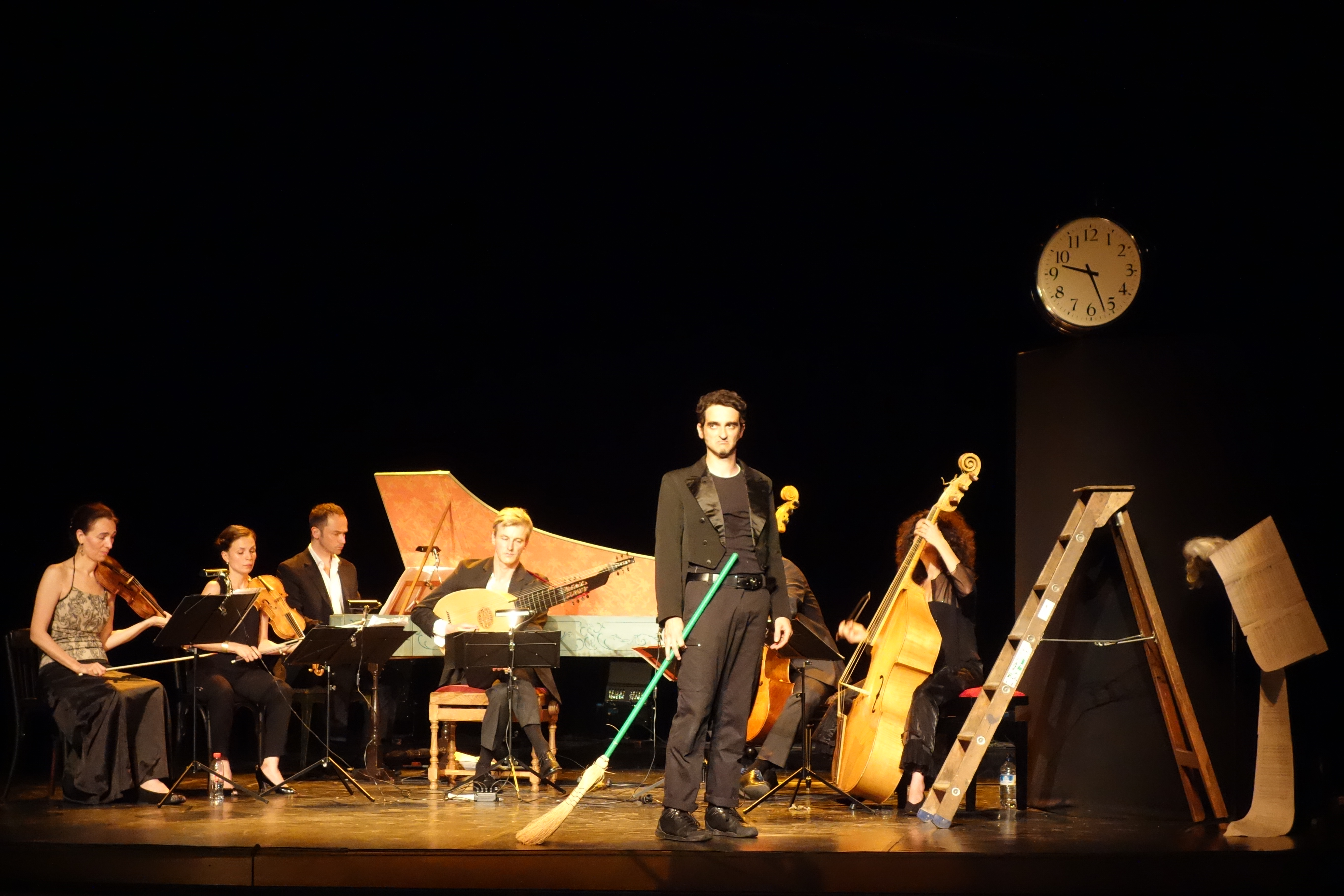
Le Poème Harmonique met komiek Stefano Amori op het Festival de musique du Haut Jura

Le Poème Harmonique is een Frans muziekensemble dat in 1998 opgericht werd door Vincent Dumestre.
Het ensemble legt zich toe op Frans, Italiaans en Engels repertoire uit de 17de en 18de eeuw en speelt op internationale podia als Philharmonie de Paris, de Opéra Royal de Versailles, Festival d’Ambronay en het Concertgebouw Amsterdam. Het ensemble werkt ook regelmatig mee aan operaproducties, waaronder Lully’s ‘Cadmus & Hermione’ met regisseur Benjamin Lazar. Voor hun 20ste jubileumjaar nam het ensemble twee cd’s op bij Alpha: ‘Airs de cour’ en ‘Anamorfosi’, waarvoor het onder meer een Diapason d’Or kreeg.
Le Poème Harmonique speelt vaak werk van Lalande, Lully, Couperin, Clérambault en Charpentier, die destijds vaak in het paleis van Versailles te horen waren. Ook Italiaanse barokmuziek van Monteverdi en Pergolesi, alsook Engelse stukken van Purcell en Clarke behoren tot hun repertoire. Het ensemble engageert zich ook in samenwerkingen met andere disciplines: poppenspel, circus en theater. In 2020 tourden ze door Frankrijk, België, Zwitserland, Tsjechië, Polen, Noorwegen en Rusland tot de coronacrisis hier een einde aan bracht. Om de voeling met hun regio Haute-Normandie aan te halen speelt een kwart van de muzikale activiteit van het ensemble zich ginds af.
Eind december 2020 waren er reeds 29 opnames gemaakt, vooral bij het label Alpha Productions.